# ARE U READY
「ARE U READY」は、手越祐也の楽曲。2枚目の配信限定シングルとして2021年8月18日にフォーライフミュージックから発売。

## 概要
- 6か月連続配信プロジェクト第二弾。
- ゲーム「荒野行動」2021荒野CHAMPIONSHIPオリジナルテーマソング。

## 収録曲
1. ARE U READY
作詞・作曲・編曲：timiD

## リリース
2021年8月18日から配信リリース。品番はDISA-0300。